# Henri Helle
Henri Helle, francoski lokostrelec, * 1873, † 1901.
Helle je sodeloval na lokostrelskem delu poletnih olimpijskih igrah leta 1900 v disciplini Au Chapelet na 50 m (drugo mesto) in v disciplini Au Cordon Doré na 50 m (četrto mesto).